# Список главных тренеров «Тампа-Бэй Лайтнинг»
«Тампа-Бэй Лайтнинг» (англ. Tampa Bay Lightning) — профессиональный хоккейный клуб, выступающий Атлантическом дивизионе Восточной конференции Национальной хоккейной лиги. Базируется в городе Тампа, штат Флорида, США. Образован в 1992 году и домашние матчи проводит на стадионе «Амали-арена».
Первым главным тренером «Лайтнинг» стал Терри Крисп, который руководил клубом с 1992 по 1997 годы и смог один раз его вывести в плей-офф, в сезоне 1995/96. В 2004 году, под руководством Джона Тортореллы, «Тампа» впервые в своей истории стала обладателем Кубка Стэнли, обыграв в финале «Калгари Флэймз». Нынешний главный тренер Джон Купер работает в команде с 2013 года и в сезоне 2014/15, довёл её до финала, где «молнии» проиграли «Чикаго Блэкхокс» в шести матчах. С 2020 по 2022 годы «Тампа» под руководством Купера трижды подряд доходила до финала, завоевав два Кубка Стэнли (2020, 2021).

### Список тренеров
| №    | Имя             | Период работы | Регулярный чемпионат | Регулярный чемпионат | Регулярный чемпионат | Регулярный чемпионат | Регулярный чемпионат | Регулярный чемпионат | Плей-офф | Плей-офф | Плей-офф | Плей-офф | Достижения | Ссылка |
| №    | Имя             | Период работы | И                    | В                    | П                    | Н/ПО                 | О                    | %                    | И        | В        | П        | %        | Достижения | Ссылка |
| ---- | --------------- | ------------- | -------------------- | -------------------- | -------------------- | -------------------- | -------------------- | -------------------- | -------- | -------- | -------- | -------- | --- | ------ |
| 1    | Терри Крисп     | 1992—1997     | 391                  | 142                  | 204                  | 45                   | 329                  | 42,1                 | 6        | 2        | 4        | 33,3     | | [ 2 ]  |
| и.о. | Рик Патерсон    | 1997          | 6                    | 0                    | 6                    | 0                    | 0                    | 0                    | —        | —        | —        | —        | | [ 3 ]  |
| 2    | Жак Демер       | 1997—1999     | 147                  | 34                   | 96                   | 17                   | 85                   | 28,9                 | —        | —        | —        | —        | | [ 4 ]  |
| 3    | Стив Лудзик     | 1999—2001     | 121                  | 31                   | 67                   | 23                   | 85                   | 35,1                 | —        | —        | —        | —        | | [ 5 ]  |
| 4    | Джон Торторелла | 2001—2008     | 535                  | 239                  | 222                  | 74                   | 552                  | 51,6                 | 45       | 24       | 21       | 53,3     | Чемпион Юго-восточного дивизиона (2003, 2004) Приз принца Уэльского (2004) Джек Адамс Эворд (2004) Кубок Стэнли (2004)                            | [ 6 ]  |
| 5    | Барри Мелроуз   | 2008          | 16                   | 5                    | 7                    | 4                    | 14                   | 43,8                 | —        | —        | —        | —        | | [ 7 ]  |
| 6    | Рик Токкет      | 2008—2010     | 148                  | 53                   | 69                   | 26                   | 132                  | 44,6                 | —        | —        | —        | —        | | [ 8 ]  |
| 7    | Ги Буше         | 2010—2013     | 196                  | 97                   | 79                   | 20                   | 214                  | 54,6                 | 18       | 11       | 7        | 61,1     | | [ 9 ]  |
| 8    | Джон Купер      | 2013—н. в.    | 715                  | 434                  | 220                  | 61                   | 929                  | 60,6                 | 139      | 84       | 55       | 60,4     | Приз принца Уэльского (2015, 2020, 2021, 2022) Чемпион Атлантического дивизиона (2018, 2019) Президентский Кубок (2019) Кубок Стэнли (2020, 2021) | [ 10 ] |